# Неформальная педагогика

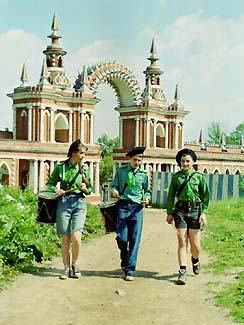
Члены коммунарского отряда «Дорога»

Неформа́льная педаго́гика — термин. Возник как слэнговый в 1970-е годы в СССР у организаторов и последователей коммунарского движения, однако сама неформальная педагогика возникла намного раньше.
«Неформальной» называется группа, члены которой связаны только межличностными отношениями. Как правило, неформальная группа детей — это уличная компания с главарём. Причина возникновения таких групп – природная тяга подростков к объединению со сверстниками, реакция группирования. Если лидером такой группы становится педагог, то можно говорить о неформальной педагогике.
Помимо реакции группирования в основе функционирования неформальных детских групп лежат реакция эмансипации (желание избавиться от опеки семьи и школы, доказать самостоятельность), реакция увлечений (врождённая тяга подростков к овладению профессиональными навыками) и поиск идеала для подражания.
По свей сути неформальная педагогика — это воспитание детей в коллективе (детском объединении) под руководством взрослого педагога. Как полагают некоторые теоретики движения, неформальная педагогика является единственной системой и методом воспитания подростков. Школа и семья рассматривается как среда, в которой ребёнок социализируется, но не как практика целенаправленного формирования личности, чем и является воспитание.

## Принципы неформальной педагогики
Для того, чтобы детское объединение можно было отнести к неформальной педагогике, должны быть выполнены следующие принципы:

### Свобода выбора объединения
Является первым основополагающим принципом. Любая детская неформальная группа в той или иной мере держится на принципах коллективизма. Эти принципы годятся не для всех. Как показали шведские исследования, настоящими альтруистами рождаются примерно 4% детей. Около 12% детей от природы – эгоисты, «жадины», в коллективе с его требованиями дележа поровну такие дети существовать не смогут. Ещё около 32% ребятишек выше всего ставят справедливость. В формальную группу (например, школьный класс) принудительно попадают и дети, которые не поддерживают принципы коллективизма.
Принцип свободы выбора подразумевает также отсутствие платы за участие, так как дети не зарабатывают. Неформальные группы всегда поддерживают тягу подростка к независимости от семьи и школы, оплата наоборот ставит детей в зависимость от решения родителей.
Свобода выбора объединения подразумевает также и право группы избавляться от тех её участников, которые не соблюдают основные принципы и правила группы, не согласны с идеалами, ценностями и основными интересами остальных.
Принцип свободы выбора делает с одной стороны группу ценной для ребенка, который стремится действовать в соответствии с традициями группы, с другой — даёт возможность избавиться от участников, которые в силу личных мотивов стремятся группу разрушить, либо добиться смены ценностей.

### Общие интересы участников
Любая неформальная группа собирается вокруг какого-то дела. К примеру, неформальные группы в СССР создавались как туристические клубы, театральные студии, педагогические отряды, пионерские флотилии, спортивные секции, кружки моделирования.
В отличие от взрослых, дети как правило, сначала вступают в неформальную группу, а потом уже приобщаются к её интересам.

### Совместная деятельность
Не любое объединение по интересам становится неформальной группой. К примеру, зоологический кружок, где детям читают лекции и проводят академические занятия, неформальной группой не будет, так как зачастую её участники даже не знают, как кого зовут, и не общаются друг с другом. С другой стороны, зоологический кружок, где дети выезжают на природу наблюдать птиц, становится неформальной группой за счёт побочной совместной деятельности (постановка лагеря, приготовление пищи, сбор дров). Будет ли данное детское объединение неформальной группой больше всего зависит от педагога.
Для превращения детской группы в неформальную необходима деятельность, требующая кооперации участников, трудности, которые необходимо преодолевать совместными усилиями. Поэтому как правило, обязательным элементом существования неформальной детской группы становятся совместные поездки: походы, экспедиции, спортивные сборы, гастроли.

### Самоуправление
Неформальная группа подразумевает партнёрские отношения между детьми и взрослыми, взаимное уважение и равенство прав. Поэтому взрослые руководители таких групп используют элементы самоуправления. В некоторых группах создаются аналоги демократических институтов общества: советы командиров, комиссаров, выборы. В других руководители просто советуется с детьми, принимая важные решения. Равенство прав выражается также и в стиле общения, как правило, дети в таких неформальных объединениях общаются со взрослыми свободно, без школьного пиетета, обращаются к взрослым на «ты» и по имени. Без самоуправления в группе возникнет противостояние детей и взрослых, такое же, как можно наблюдать в школе. В худших случаях противостояние может перейти в настоящую войну враждующих сторон.

## Харизматичная и технологичная неформальная педагогика
Харизматичный лидер создаёт неформальную группу, используя исключительные качества своей личности. С уходом такого педагога детское объединение немедленно распадается. Обучить харизме невозможно, методы харизматичного педагога, как правило, не воспроизводимы другим человеком.
В противовес харизматичной существовала технологичная педагогика, когда отрабатывалась методика, не зависящая от качеств конкретного человека. Такой технологии можно было обучать и создавать на её основе новые объединения, распространяя саму педагогическую систему. Ярким примером технологичной педагогики стали коммунарское движение и скаутинг.
Необходимо понимать, что любой лидер детской группы при этом вносит в свою работу много личного, поэтому деление педагогики на харизматичную и технологичную достаточно условно.

## История развития неформальной педагогики
В современном обществе впервые такая группа подростков была организована в 1900 году писателем-натуралистом Эрнестом Сетоном-Томпсоном для игры в индейцев. Вскоре полковник Баден-Пауэлл в Англии создал движение скаутов, которое в первые годы своего существования было классическим проявлением неформальной педагогики.
В СССР неформальная педагогика была противопоставлена формализованной школьной. Разница была в том, что школьная педагогика применялась принудительно (ходить в школу ребенок обязан), а внешкольные занятия были добровольными. Неформальная педагогика смогла распространиться и достигнуть небывалого размаха в СССР, благодаря созданию сети домов и дворцов пионеров, где не взималась плата за участие, а государственные чиновники только формально контролировали занятия, в основном, считая детей по головам.
При этом количество бесплатных кружков, клубов и секций превосходило количество желающих там заниматься детей. Это породило своеобразную конкуренцию между педагогами, в результате которой не возникла обычная для советского государства синекура — возможность получать зарплату ничего не делая. Благодаря конкуренции в домах и дворцах пионеров оставались только талантливые и увлечённые люди, все остальные вынуждены были уйти, так как не могли поддерживать необходимое «поголовье» детей.
Направления неформальной педагогики в СССР
Наиболее широким по охвату направлением стал детский туризм.

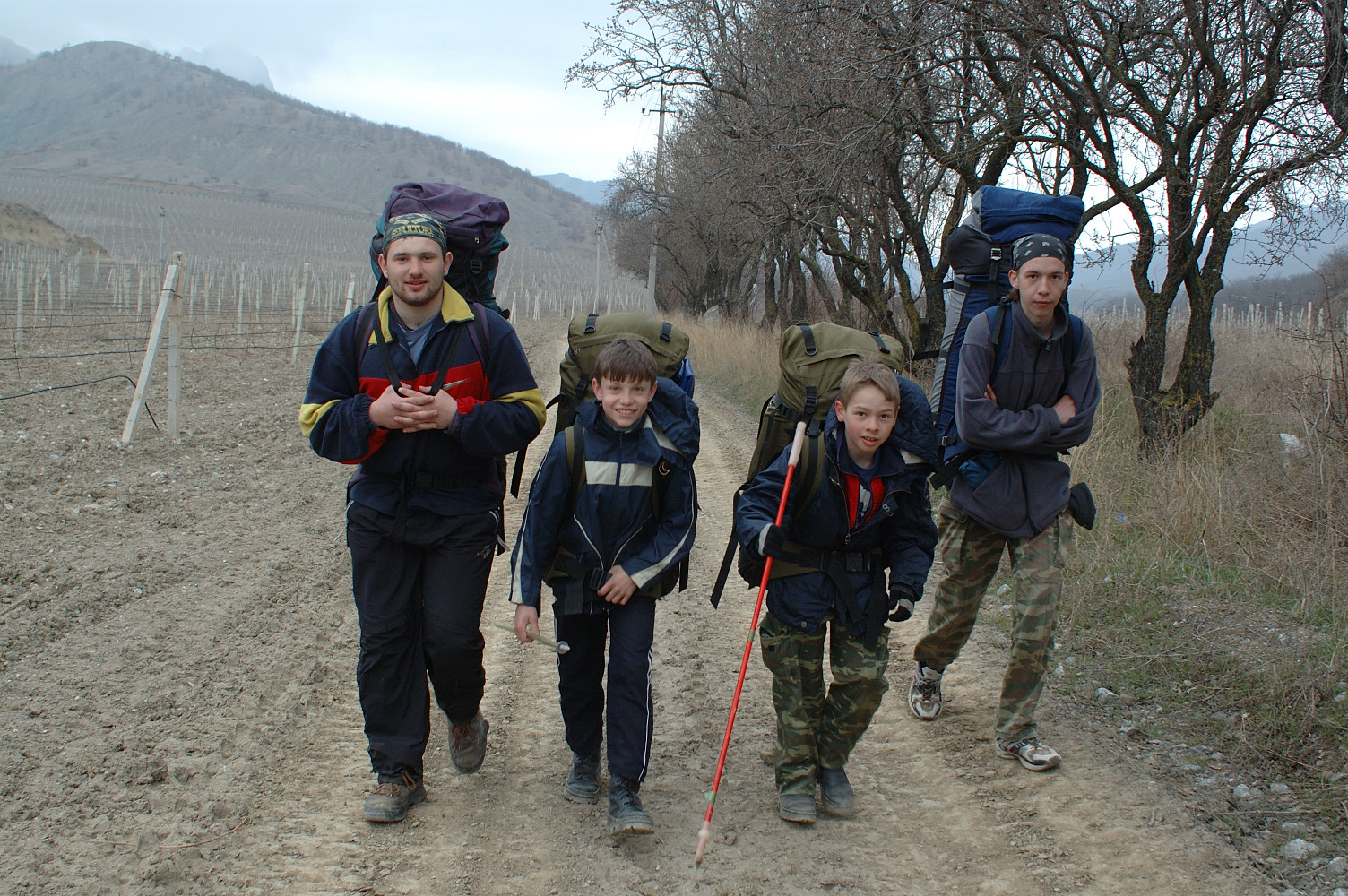
Дети в турпоходе

В 1940 году Наркомпрос РСФСР издал приказ «О детском туризме». При школах создавались клубы юных туристов. Как заявил наркомпрос Потёмкин на коллегии Наркомпроса, «детский туризм и экскурсии — это такой вид учебно-воспитательной работы, в который должны быть вовлечены все учащиеся. Туризм и экскурсии преследуют прежде всего общеобразовательные задачи и в самой своей организации несут элементы физической закалки и подготовки будущего бойца».
Только за 1940 год в походы вышли больше 260 тысяч школьников. В послевоенные и начале 1950-х годов детский туризм стал массовым. Благодаря энтузиастам этого движения были введены туристические нормативы на каждый школьный класс (два похода в год, один из походов с ночёвкой), на каждую школу (участие в районном туристическом слёте-соревновании), на каждый район (участие команды от школы и команды от районного дома (дворца) пионеров в городских туристических соревнованиях). В каждом районе при доме (дворце) пионеров существовала должность туристического организатора района. Работой в городе руководила Станция юных туристов (СЮТУР), при которой существовала на общественных началах Маршрутно-квалификационная комиссия.
Кроме туризма широкое развитие получило коммунарское движение, которое проводило коммунарские лагери и сборы. Активисты коммунарского движения рассматривали себя как альтернативу деградировавшей за счёт всеобщей обязательности пионерской организации. Коммунарское движение создало сложные структуры управления (отряды, советы, объединения), использовало форму и звания.
Хотя пионерское движение стало формальным, как неформальные коллективы функционировали пионерские штабы, куда собирали наиболее активных ребят из школьных дружин.
Вне конкретной системы существовали многие мощные неформальные объединения детей, такие, как детская флотилия «Каравелла» под руководством писателя В. Крапивина, «Тропа – солнечная сторона» под руководством барда Ю. Устинова, детский клуб самодеятельной песни под руководством поэта-песенника В. Ланцберга, многочисленные военно-поисковые отряды.